# 서부항공의 운항 노선
2018년 1월 기준, 서부항공은 다음과 같은 노선을 운항하고 있다.

## 운항 노선

### 아시아

#### 동아시아
- 중화인민공화국
  - 베이징 - 베이징 서우두 국제공항
  - 광둥성
    - 광저우 - 광저우 바이윈 국제공항
    - 주하이 - 주하이 진완 공항

  - 광시 성
    - 구이린 - 구이린 량장 국제공항

  - 구이저우성
    - 구이양 - 구이양 롱동바오 국제공항

  - 랴오닝성
    - 다롄 - 다롄 저우수이쯔 국제공항

  - 산둥성
    - 지난 - 지난 야오창 국제공항
    - 칭다오 - 칭다오 류팅 국제공항

  - 안후이성
    - 허페이 - 허페이 신차오 국제공항

  - 윈난성
    - 쿤밍 - 쿤밍 창슈이 국제공항
    - 시솽반나 - 시솽반나 가사 공항

  - 장쑤성
    - 난징 - 난징 루커우 국제공항

  - 저장성
    - 원저우 - 원저우 용창 공항

  - 충칭시
    - 충칭 - 충칭 장베이 국제공항 허브

  - 톈진시
    - 톈진 - 톈진 빈하이 국제공항

  - 푸젠성
    - 샤먼 - 샤먼 가오치 국제공항
    - 푸저우 - 푸저우 창러 국제공항

  - 하이난성
    - 싼야 - 싼야 펑황 국제공항
    - 하이커우 - 하이커우 메이란 국제공항
    - 헤이허 - 헤이허 공항

  - 허난성
    - 정저우 - 정저우 신정 국제공항

  - 후난성
    - 장자제 - 장자제 공항

  - 후베이성
    - 우한 - 우한 톈허 국제공항

  - 내몽골 자치구
    - 후허하오터 - 후허하오터 바이타 국제공항
- 일본
  - 오사카 - 간사이 국제공항
  - 삿포로 - 신치토세 공항

#### 동남아시아
- 싱가포르
  - 싱가포르 - 싱가포르 창이 국제공항
- 필리핀
  - 칼리보 - 칼리보 국제공항